# RL-10
RL-10 je raketový motor na kapalné pohonné látky, byl prvním americkým motorem spalujícím kapalný kyslík a vodík. Byl vyvinut společností Pratt&Whitney na počátku 60. let. Používal se na druhém stupni rakety Saturn I, dále na raketovém stupni Centaur raket Atlas a Titan a také v druhém stupni raket Delta III a IV.

## Historie

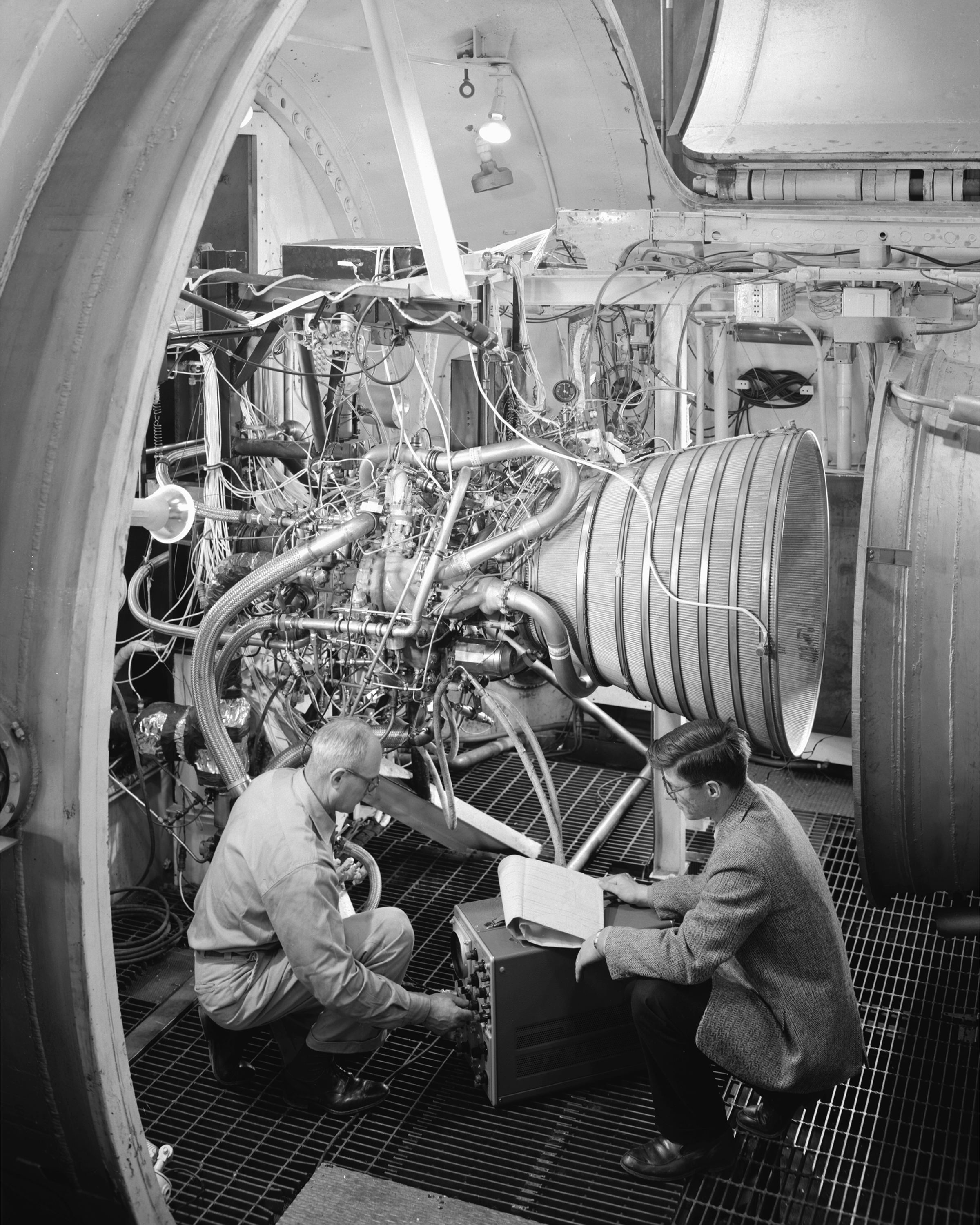
Motor RL-10 při testech v JPL, konec 50. let

Počátky motoru RL-10 spadají až do roku 1946, kdy americké námořnictvo začínalo ověřovat použitelnost kapalného vodíku jako pohonné látky raket. Většina raných pokusů byla provedena v JPL (Jet Propulsion Laboratory). Ačkoli v rámci programu nebyl vyroben letuschopný motor, bylo získáno mnoho zkušeností s výrobou a uchováváním velkého množství kapalného vodíku. Tyto zkušenosti byly důležité pro pozdější projekty.
Když vstoupily do služby první typy raket Atlas, byl vznesen požadavek na zvýšení jejich nosnosti přidáním silného druhého stupně, který bude schopen vynést těžší náklady. Roku 1958 byl společnosti General Dynamics udělen kontrakt na výrobu stupně nazvaného Centaur, který měl splnit zadané požadavky. Na vývoj motoru pro stupeň Centaur byla najata společnost Pratt&Whitney, která představila svůj motor XLR-115. V roce 1960 zadala NASA firmě Pratt&Whitney kontrakt na vývoj silnější verze XLR-119 pro pohon druhého stupně rakety Saturn I. Původně se počítalo s použitím čtyř motorů XLR-119, projekt však provázely problémy a NASA byla přinucena projekt přehodnotit a využít šestici stávajících motorů XLR-115. XLR-115 byl přejmenován na RL-10 a první letuschopné kusy byly dodány v červnu 1962. Motory byly dále vylepšovány a jsou stále využívány na raketách Atlas V a Delta IV. Zvažovalo se i jeho využití na některých neuskutečněných projektech jako třeba raketa Nova, vylepšené verze rakety Saturn a experimentální McDonnell Douglas – Delta Clipper.

## Technické specifikace
Motor RL-10 byl za svou téměř 50letou kariéru mnohokrát modifikován, ale původní koncept zůstal nezměněn. Motor využívá pro dopravu paliva expanzní cyklus a systém naklánění motoru je řešen elektromechanicky. Chlazení trysky a spalovací komory je řešeno regenerativní cirkulací kapalného vodíku skrze kanálky ve stěnách.

## Verze

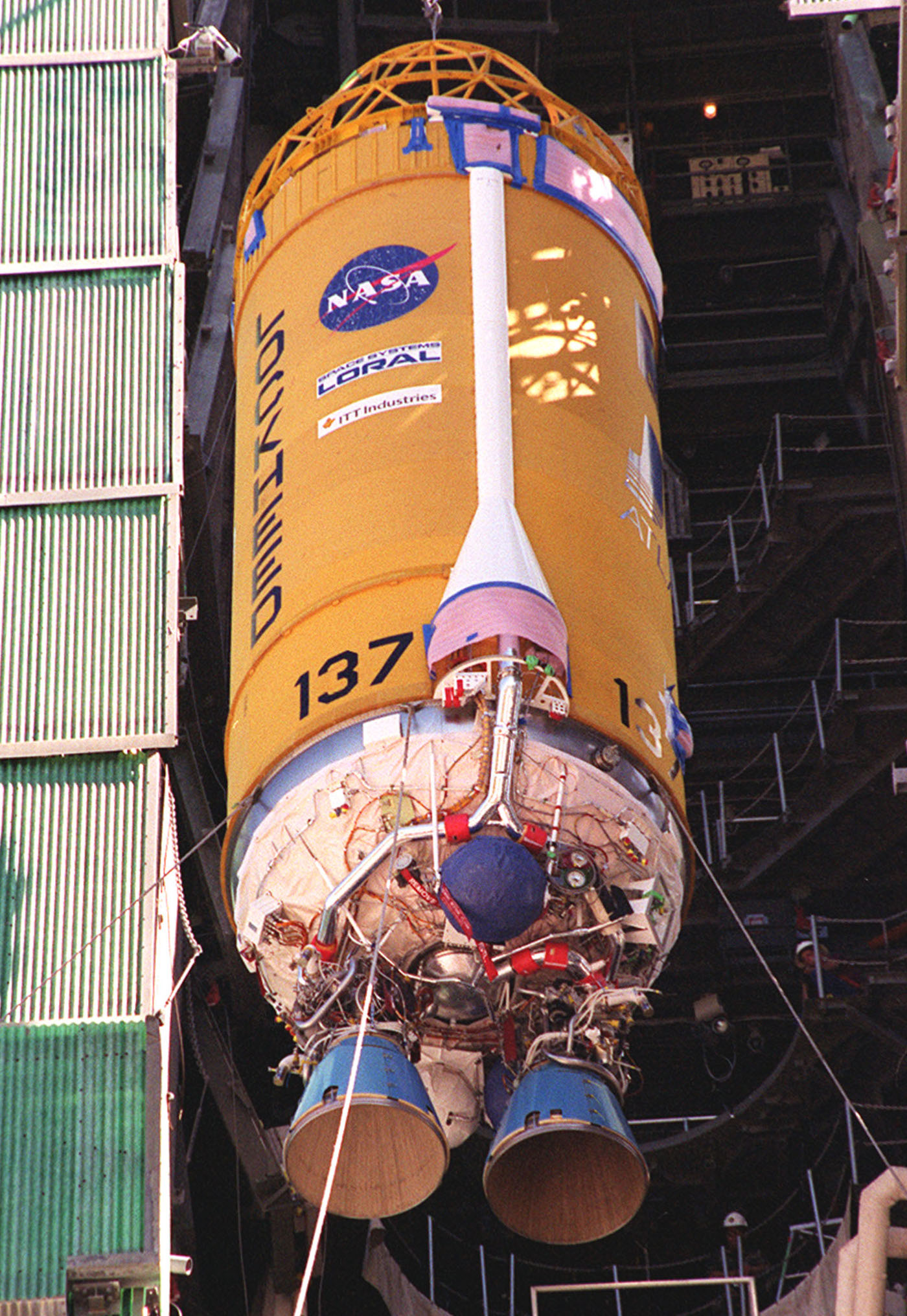
Centaur se dvěma motory RL-10A-4-2

- RL-10 – základní verze, tah: 66 kN, 60 letů, poslední let: 1965
- RL-10A-1 – 44 letů, poslední let: 1965
- RL-10A-3 – původní značení: LR-119, koncept 1968
- RL-10A-3A – používán ve stupních Centaur pro rakety Atlas a Titan do roku 2005
- RL-10A-4 – tah: 92,5 kN, 106 letů, poslední let 2004
- RL-10A-4-1 – vylepšená verze, používaná na Centaur IIA, tryska ovládána elektromechanicky, tah: 99,1 kN
- RL-10A-4-2 – používán na Centaur V1 a V2 na raketách Atlas V
- RL-10A-5 – zamýšlen pro McDonnell Douglas Delta Clipper, ale nepoužit
- RL-10A-5KA – návrh: 1992, nepoužit
- RL-10B-2 – tah: 110 kN, používán u druhého stupně Delty IV
- RL-10B-X – koncept: 1994
- RL-10C – zamýšlen pro Deltu III, tah: 157 kN
- RL-10C-X – koncept: 1994

## Budoucí využití
V roce 2005 bylo oznámeno, že nový lunární modul Altair bude vybaven celkem pěti motory RL-10. Čtyři pro sestup na Měsíc a jeden pro vzlet. Pro tento účel budou motory upraveny tak, aby bylo možno regulovat jejich tah až na 10 % nominálního, to kvůli hladkému dosednutí na povrch Měsíce. NASA si od motorů RL-10 slibuje snížení nákladů a zvýšení bezpečnosti, díky jeho spolehlivosti a dlouholetým zkušenostem s jeho provozem.